# Brynntjärnen
Brynntjärnen är en sjö i Härjedalens kommun i Härjedalen och ingår i Ljusnans huvudavrinningsområde. Sjön har en area på 0,0769 kvadratkilometer och ligger 674 meter över havet.

## Delavrinningsområde
Brynntjärnen ingår i det delavrinningsområde (685213-138007) som SMHI kallar för Ovan 685564-137834. Medelhöjden är 652 meter över havet och ytan är 18,38 kvadratkilometer. Det finns inga avrinningsområden uppströms utan avrinningsområdet är högsta punkten. Slyan som avvattnar avrinningsområdet har biflödesordning 3, vilket innebär att vattnet flödar genom totalt 3 vattendrag innan det når havet efter 322 kilometer. Avrinningsområdet består mestadels av skog (41 procent) och sankmarker (56 procent). Avrinningsområdet har 0,08 kvadratkilometer vattenytor vilket ger det en sjöprocent på 0,4 procent.